# Jaime Cristóbal Abril González
Jaime Cristóbal Abril González (El Espino, Colômbia, 17 de julho de 1972) é um ministro colombiano e bispo católico romano de Arauca.
Jaime Cristóbal Abril González recebeu o Sacramento da Ordem pela Arquidiocese de Tunja em 10 de fevereiro de 1996.
Em 16 de abril de 2016, o Papa Francisco o nomeou Bispo Titular de Putia em Bizacena e Bispo Auxiliar de Nueva Pamplona. O arcebispo de Nueva Pamplona, Luis Madrid Merlano, o consagrou bispo em 4 de junho do mesmo ano. Os co-consagradores foram o Arcebispo de Tunja, Luis Augusto Castro Quiroga IMC, e o Núncio Apostólico na Colômbia, Arcebispo Ettore Balestrero.
O Papa Francisco o nomeou Bispo de Arauca em 18 de novembro de 2019, com posse em 12 de dezembro do mesmo ano.